# 2138 Swissair
2138 Swissair eller 1968 HB är en asteroid i huvudbältet som upptäcktes den 17 april 1968 av den Schweiziska astronomen Paul Wild vid Observatorium Zimmerwald. Den har fått sitt namn efter det Schweiziska flygbolaget Swissair.
Asteroiden har en diameter på ungefär 15 kilometer.